# Province e territori del Canada

Mappa del Canada, coi territori contrassegnati con l'asterisco:
1 Yukon*, 2 Territori del Nord-Ovest*, 3 Nunavut*, 4 Québec, 5 Terranova e Labrador, 6 Columbia Britannica, 7 Alberta, 8 Saskatchewan, 9 Manitoba, 10 Ontario, 11 Nuovo Brunswick, 12 Isola del Principe Edoardo, 13 Nuova Scozia

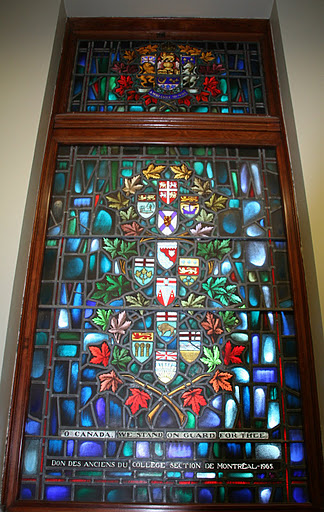
O Canada we stand on guard for thee, Vetrata colorata, Yeo Hall. Il Royal Military College of Canada presenta lo stemma delle province e dei territori canadesi nel 1965 (manca il Nunavut, istituito nel 1999)

Le province e territori del Canada sono tredici unità territoriali di primo livello del Paese, dieci delle quali sono chiamate province, mentre le restanti tre sono dette territori. Le province si trovano nella fascia meridionale dello Stato, mentre i territori sono situati nelle regioni fredde affacciate sull'Artico e formano la regione del Canada settentrionale. Le province orientali del Québec, e parte di Ontario e Nuovo Brunswick costituiscono il cuore geografico, storico e linguistico del cosiddetto Canada francese.

## Province e territori

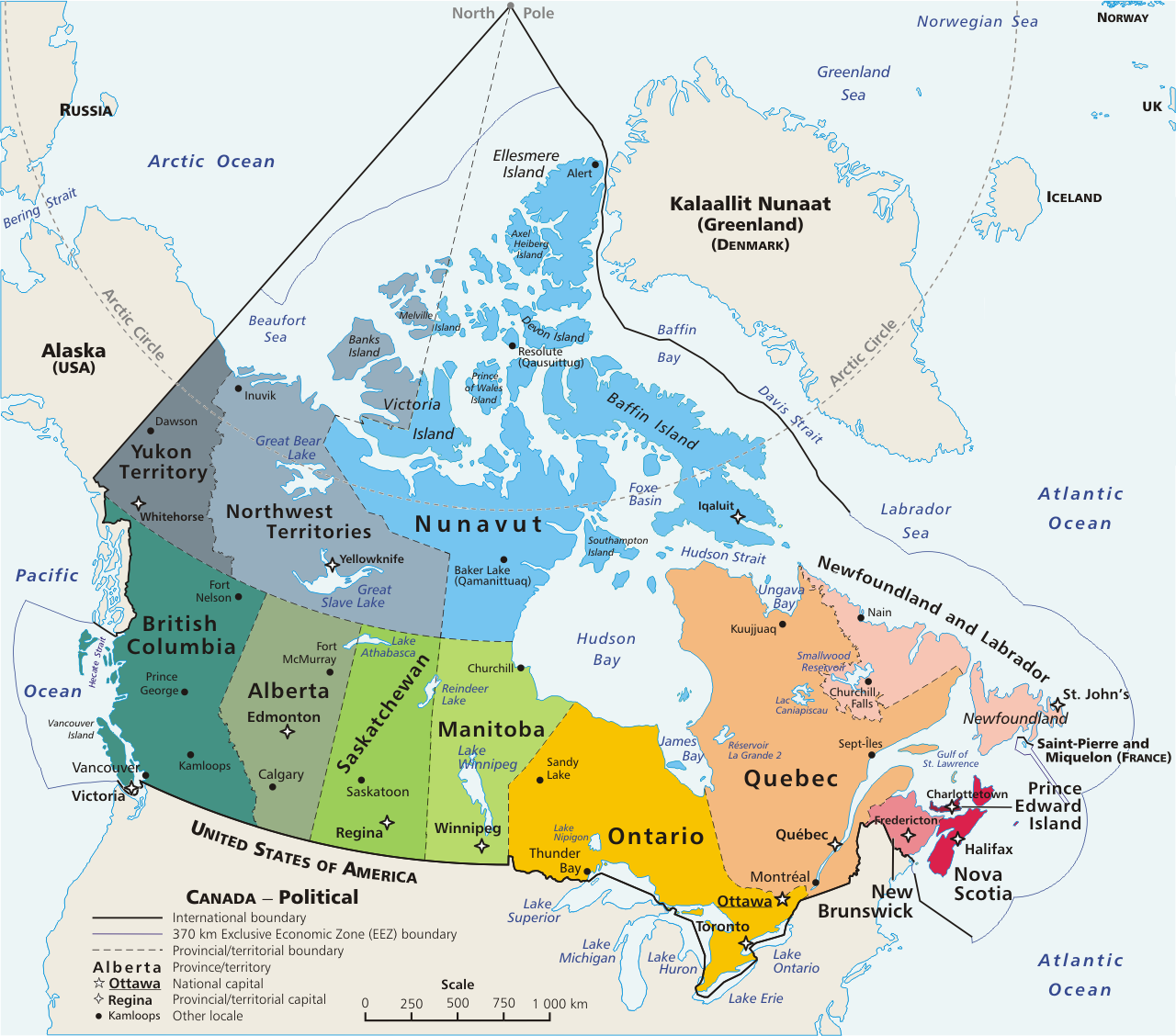

| Bandiera | Stemma | Nome                       | Capoluogo     | Data di istituzione e ingresso nella Confederazione | Abitanti (luglio 2014) | Superficie terra | Superficie acque | Superficie totale | Fuso orario (UTC)   | n° Seggi Camera del parlamento del Canada | n° Seggi Senato del parlamento del Canada | Sigla | Provincia o territorio |
| -------- | ------ | -------------------------- | ------------- | --------------------------------------------------- | ---------------------- | ---------------- | ---------------- | ----------------- | ------------------- | ----------------------------------------- | ----------------------------------------- | ----- | ---------------------- |
|          |        | Columbia Britannica        | Victoria      | 20 luglio 1871                                      | 4 631 300              | 925 186          | 19 549           | 944 735           | UTC-8, UTC-7        | 42                                        | 6                                         | BC    | Provincia              |
|          |        | Alberta                    | Edmonton      | 1º settembre 1905                                   | 4 121 700              | 642 317          | 19 531           | 661 848           | UTC-7               | 34                                        | 6                                         | AB    | Provincia              |
|          |        | Saskatchewan               | Regina        | 1º settembre 1905                                   | 1 125 400              | 591 670          | 59 366           | 651 036           | UTC-7, UTC-6        | 14                                        | 6                                         | SK    | Provincia              |
|          |        | Manitoba                   | Winnipeg      | 15 luglio 1870                                      | 1 282 000              | 553 556          | 94 241           | 647 797           | UTC-6               | 14                                        | 6                                         | MB    | Provincia              |
|          |        | Ontario                    | Toronto       | 1º luglio 1867                                      | 13 678 700             | 917 741          | 158 654          | 1 076 395         | UTC-6, UTC-5        | 121                                       | 24                                        | ON    | Provincia              |
|          |        | Québec                     | Québec        | 1º luglio 1867                                      | 8 214 700              | 1 356 128        | 185 928          | 1 542 056         | UTC-5, UTC-4        | 78                                        | 24                                        | QC    | Provincia              |
|          |        | Nuovo Brunswick            | Fredericton   | 1º luglio 1867                                      | 753 900                | 71 450           | 1 458            | 72 908            | UTC-4               | 10                                        | 10                                        | NB    | Provincia              |
|          |        | Nuova Scozia               | Halifax       | 1º luglio 1867                                      | 942 700                | 53 338           | 1 946            | 55 284            | UTC-4               | 11                                        | 10                                        | NS    | Provincia              |
|          |        | Isola del Principe Edoardo | Charlottetown | 1º luglio 1873                                      | 146 300                | 5 660            | 0                | 5 660             | UTC-4               | 4                                         | 4                                         | PE    | Provincia              |
|          |        | Terranova e Labrador       | St. John's    | 31 marzo 1949                                       | 527 000                | 373 872          | 31 340           | 405 212           | UTC-4, UTC-3:30     | 7                                         | 6                                         | NL    | Provincia              |
|          |        | Yukon                      | Whitehorse    | 13 giugno 1898                                      | 33 897                 | 474 391          | 8 052            | 482 443           | UTC-8               | 1                                         | 1                                         | YT    | Territorio             |
|          |        | Territori del Nord-Ovest   | Yellowknife   | 1870                                                | 41 462                 | 1 183 085        | 163 021          | 1 346 106         | UTC-7               | 1                                         | 1                                         | NT    | Territorio             |
|          |        | Nunavut                    | Iqaluit       | 1º aprile 1999                                      | 31 906                 | 1 936 113        | 157 077          | 2 093 190         | UTC-7, UTC-6, UTC-5 | 1                                         | 1                                         | NU    | Territorio             |

## Articolazione istituzionale

### Parlamenti provinciali e territoriali
A differenza di quello federale, i 10 Parlamenti provinciali e i 3 Parlamenti territoriali sono monocamerali. La Camera provinciale o territoriale prende il nome di Assemblea Legislativa (Legislative Assembly) o Camera dell'Assemblea (House of Assembly) a seconda della provincia o territorio, eccezion fatta per la provincia del Québec dove, dal 1968, prende il nome di Assemblea Nazionale (National Assembly).
Per quanto riguarda la approvazione delle leggi ordinarie provinciali o territoriali (i.e., quelle leggi ordinarie vincolanti esclusivamente a livello della provincia o territorio dal quale sono state approvate), il procedimento legislativo è essenzialmente lo stesso della legislazione ordinaria del Parlamento del Canada.
L'iniziativa procede in maniera identica a quanto vigente a livello federale, mentre a livello della fase della discussione esistono lievi differenze:
- La discussione in commissione comincia successivamente al dibattito generale della seconda lettura (dibattito che dunque verte esclusivamente sui principi e scopi del progetto di legge senza discuterne sezioni specifiche);
- La commissione è rappresentata da tutti i membri della Camera e prende il nome, secondo il modello parlamentare anglosassone, di Committee of the Whole. Qui il progetto di legge viene esaminato articolo per articolo insieme alla proposta di eventuali emendamenti, prima di "riferire" di nuovo all'assemblea. Quest'ultima voterà il progetto di legge così come presentato dalla commissione senza possibilità di emendamenti (se richiesti, la discussione è rimandata nuovamente alla commissione) prima di procedere alla terza lettura.

Segue dunque la fase dell'assenso reale in cui l'autorità competente a rappresentare il Governatore Generale si reca nell'aula legislativa per dare il proprio assenso al progetto di legge approvato dal Parlamento.

### Rappresentante del Governatore Generale
L'autorità che rappresenta localmente il Governatore Generale è un individuo diverso in ciascuna provincia e in ciascun territorio, con una opportuna distinzione tra i due ordinamenti:
- In una provincia si parla propriamente di Luogotenente Governatore, il quale è un Rappresentante della Corona britannica in qualità di Viceré. Essenzialmente è l'equivalente provinciale del Governatore Generale.[5]
- In un territorio si parla invece di Commissario, il quale non è tuttavia un Rappresentante della Corona britannica propriamente detto. Difatti, esso è un delegato del governo federale facente funzione della Corona e, in base agli statuti federali preposti al governo dei territori, ed agisce secondo istruzioni scritte da parte del governo o ministro federali di competenza. La funzione dei commissari, un tempo più direttamente legata all'amministrazione e al governo dei territori (al punto da presiederne l'esecutivo), è ora difatti ridotta a quella di un Luogotenente Governatore.[6]

### Evoluzione territoriale delle province canadesi

Evoluzione geografica delle Province del Canada.

## Galleria d'immagini

### Edifici governativi delle province

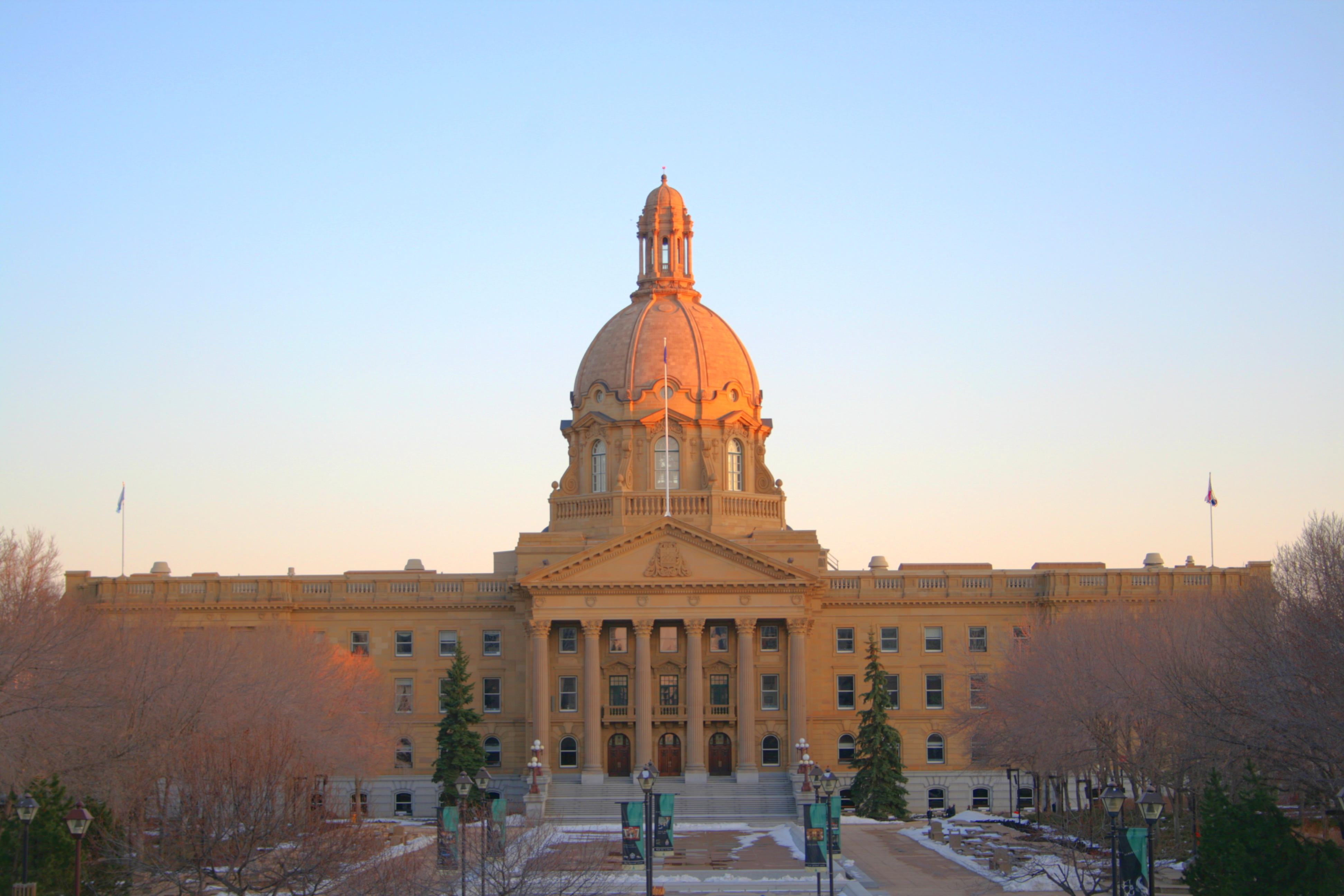
Alberta Legislature Building
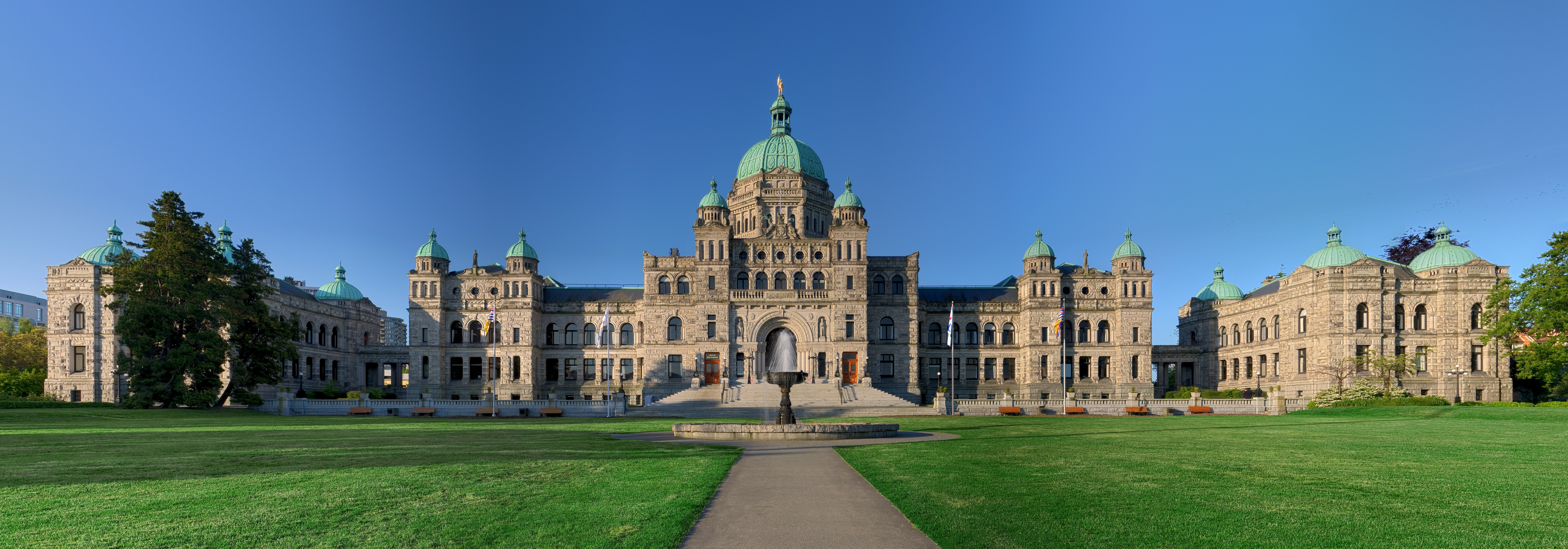
Palazzo del Parlamento della Columbia Britannica
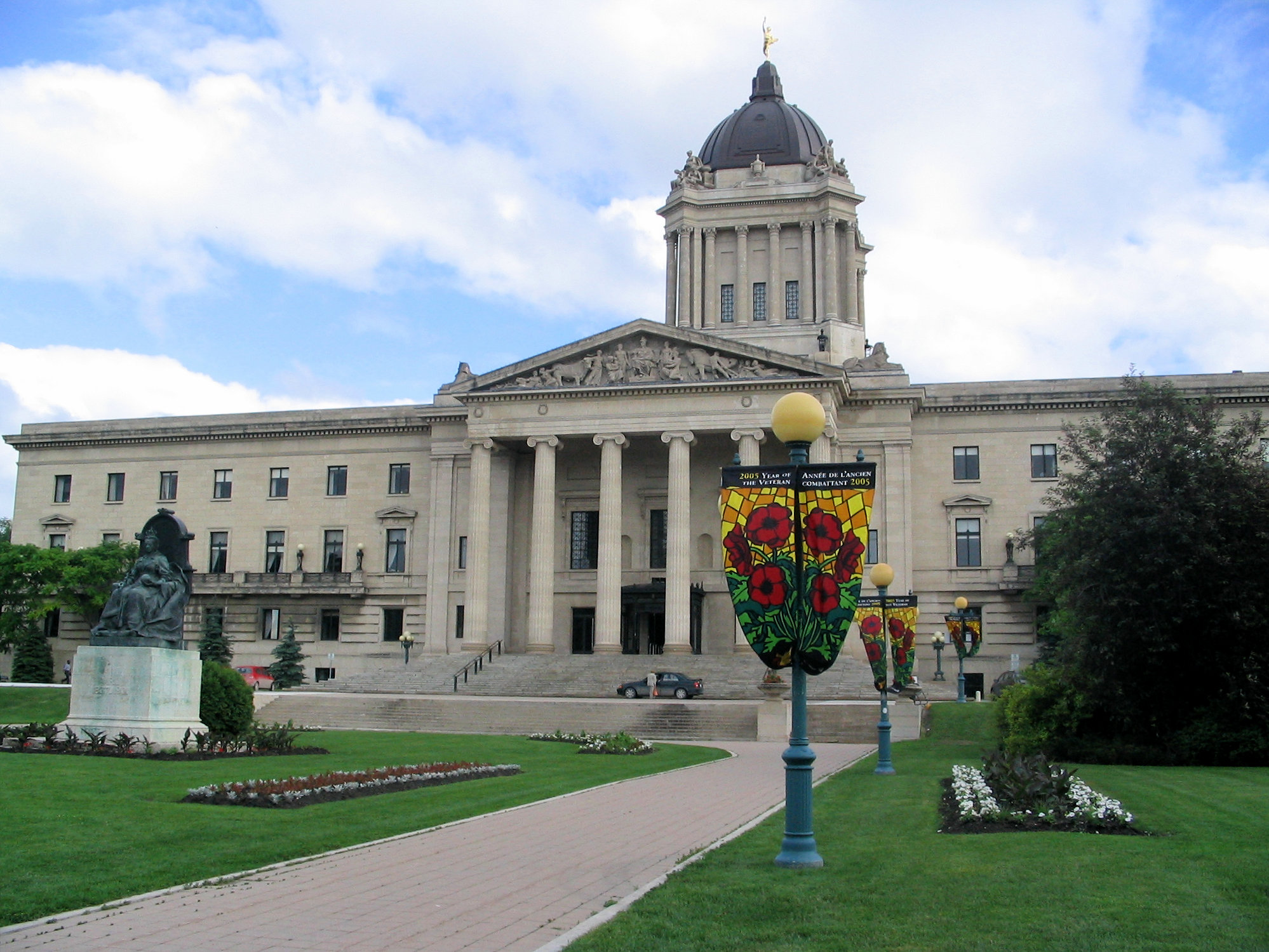
Manitoba Legislative Building
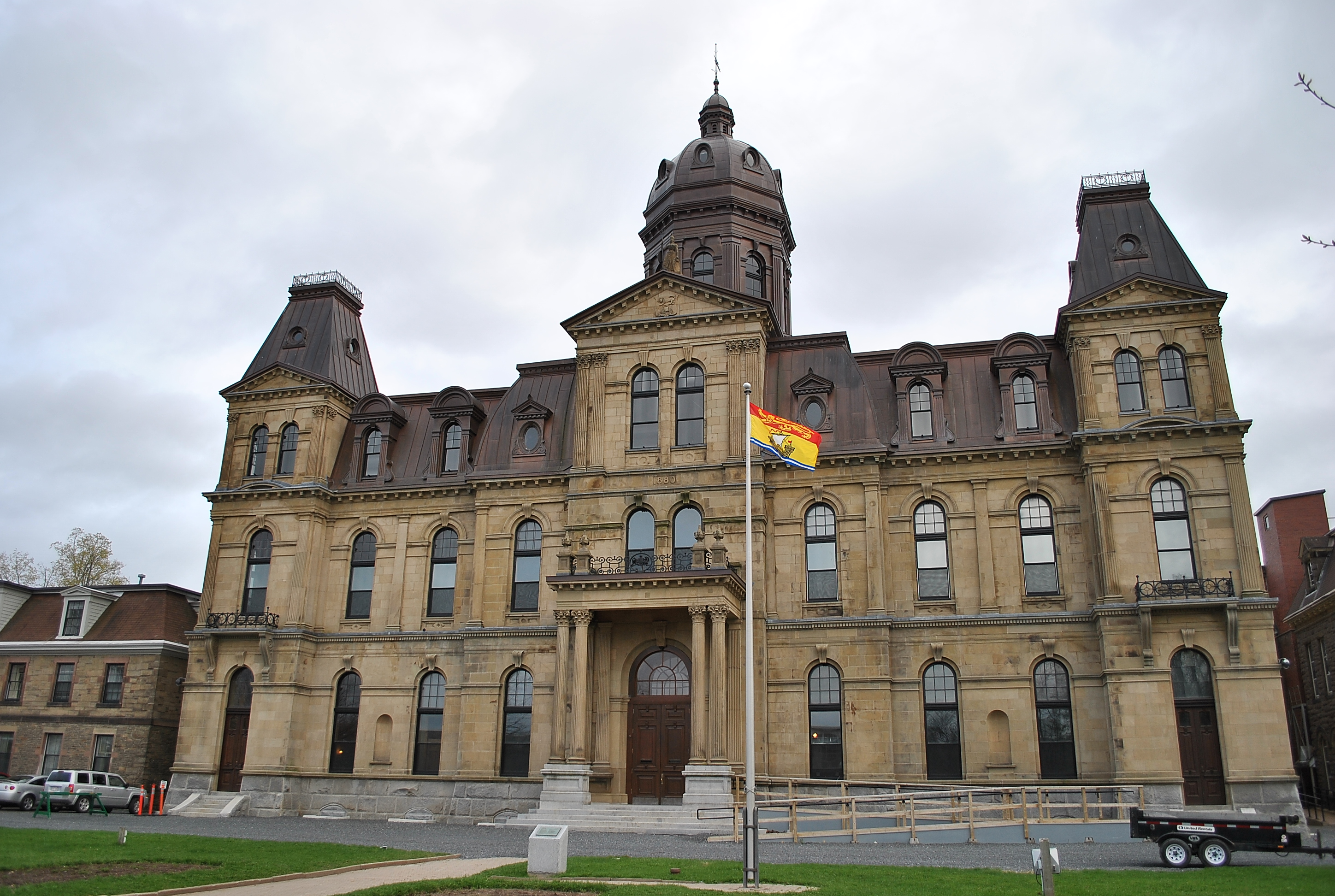
New Brunswick Legislative Building
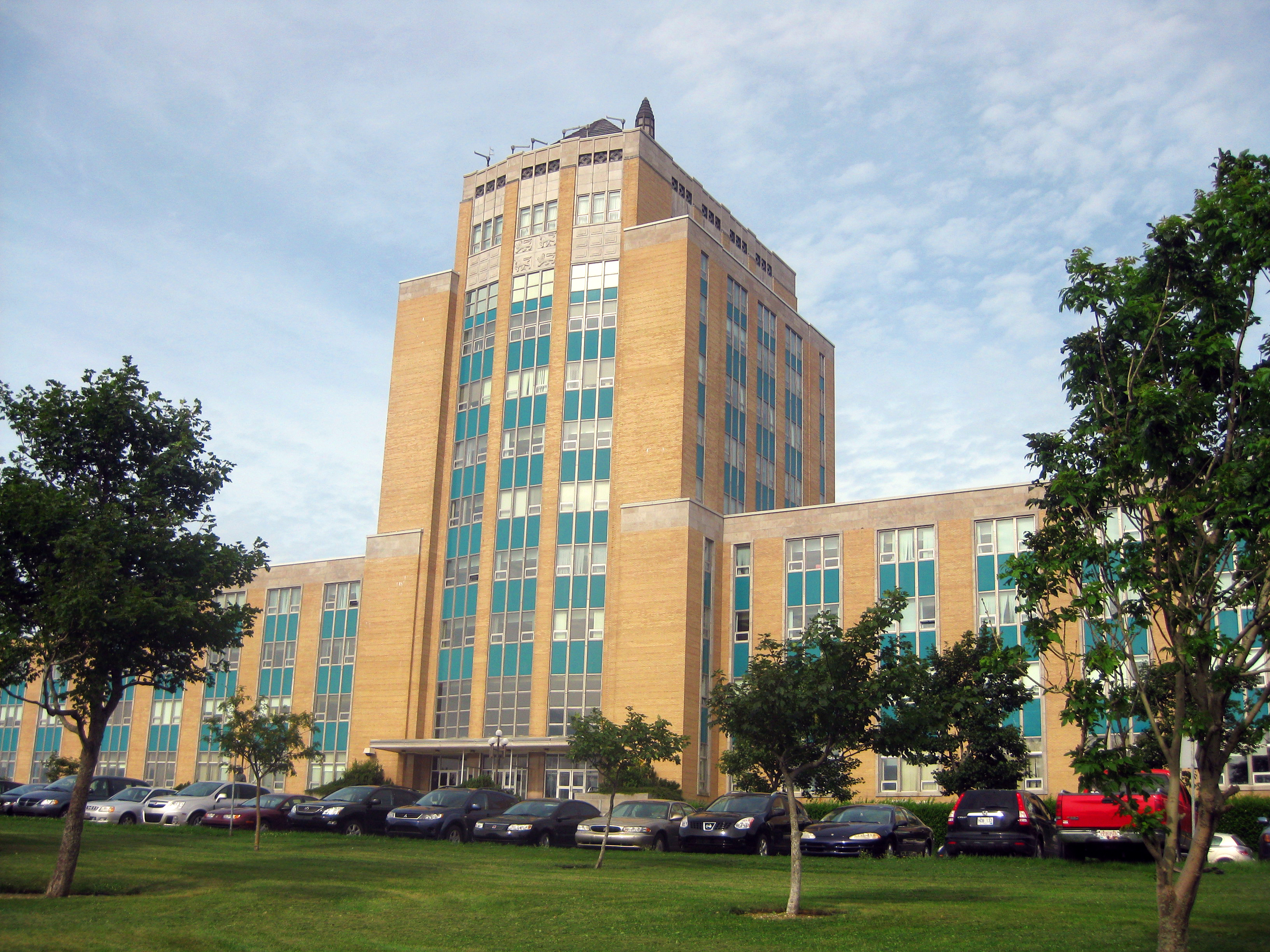
Confederation Building (Terranova e Labrador)
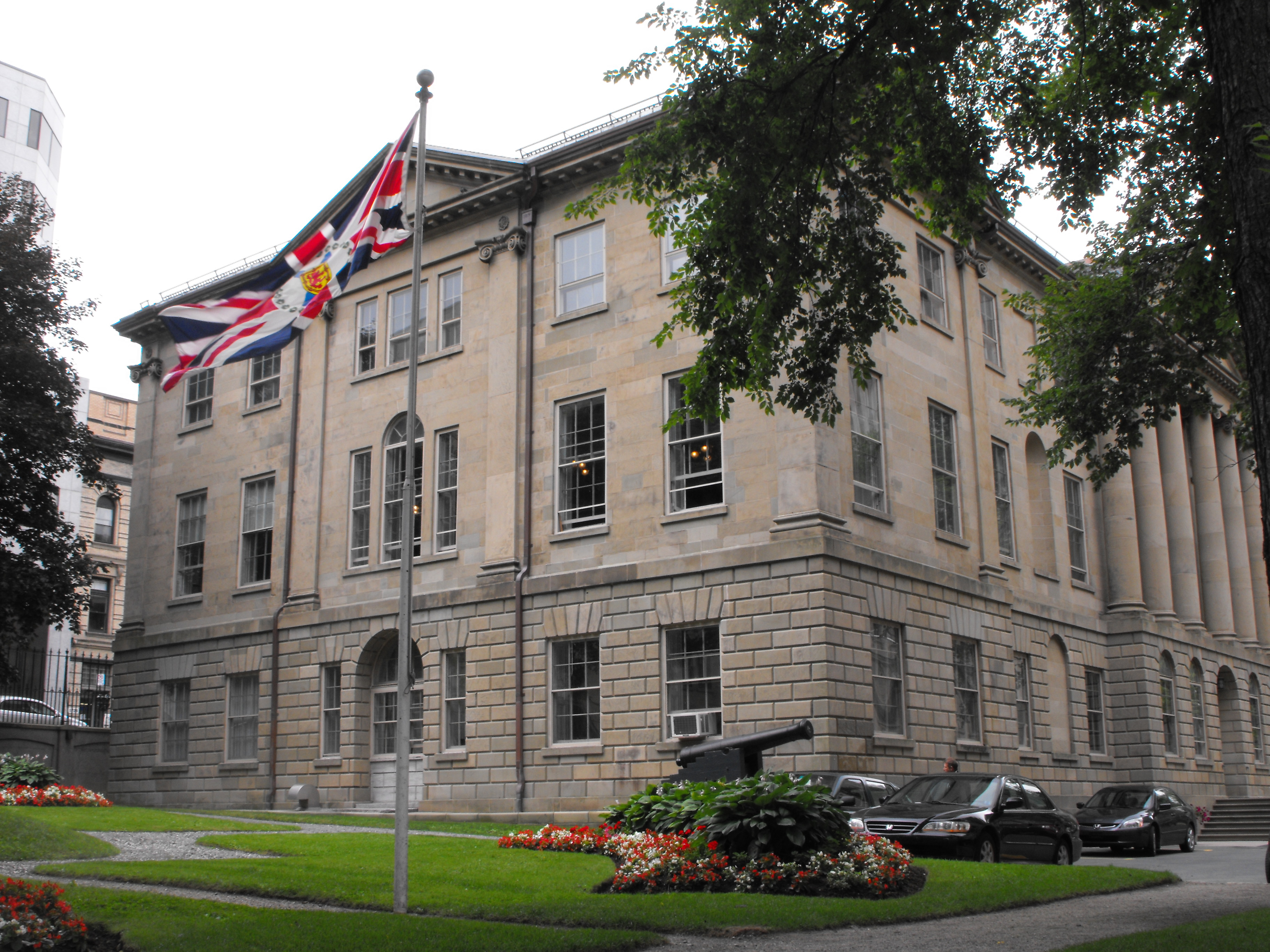
Province House (Nuova Scozia)
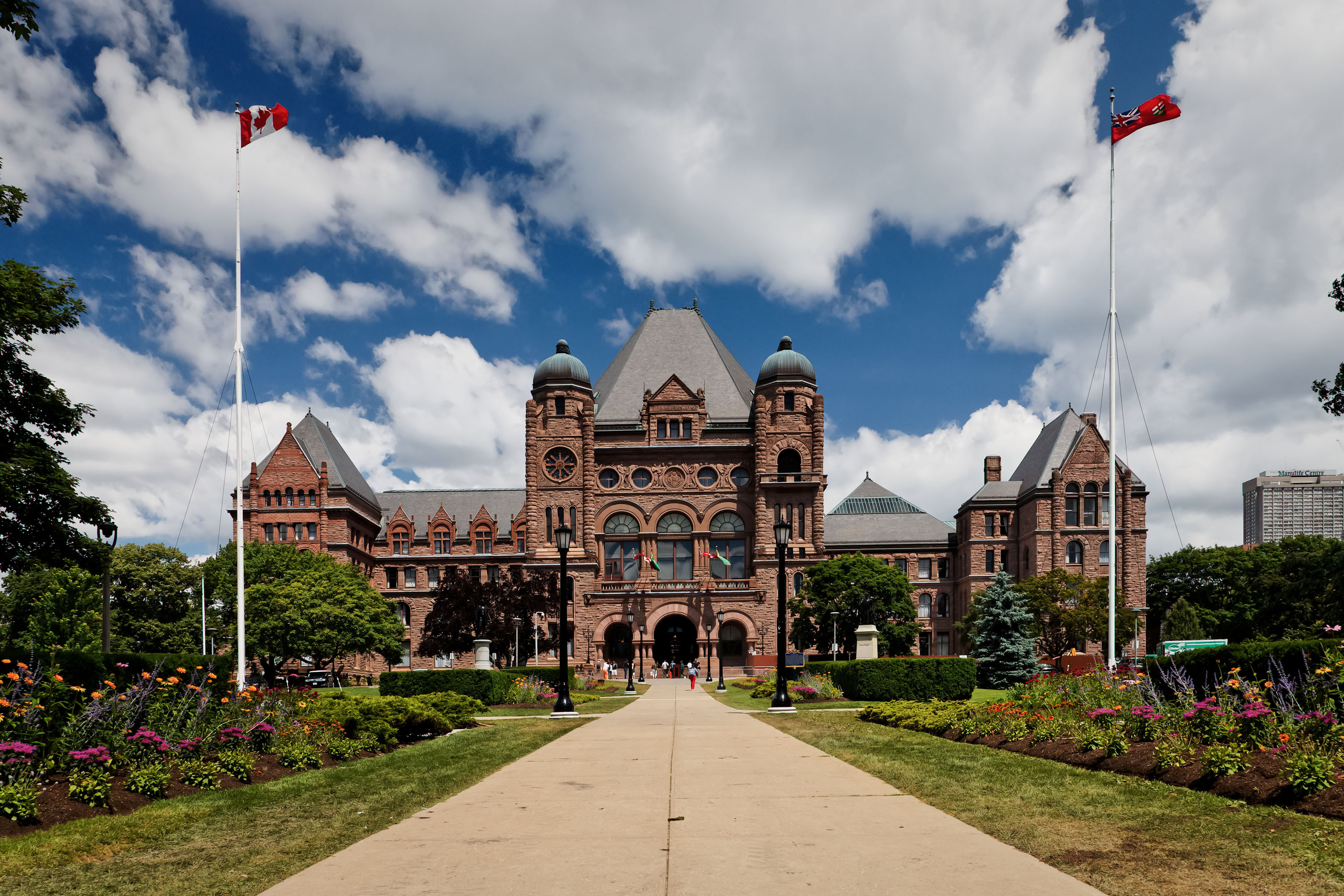
Ontario Legislative Building
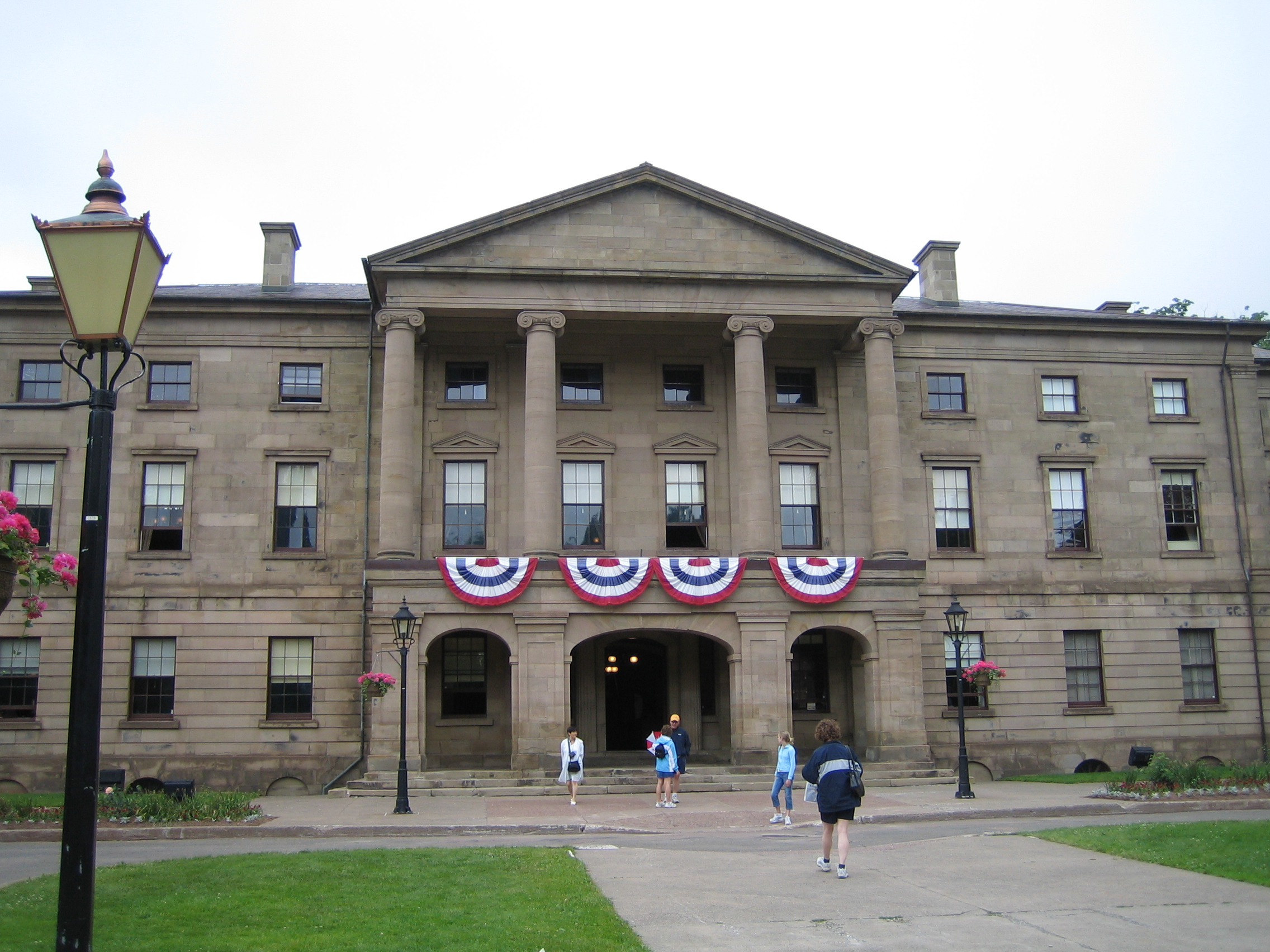
Province House (Isola del Principe Edoardo)
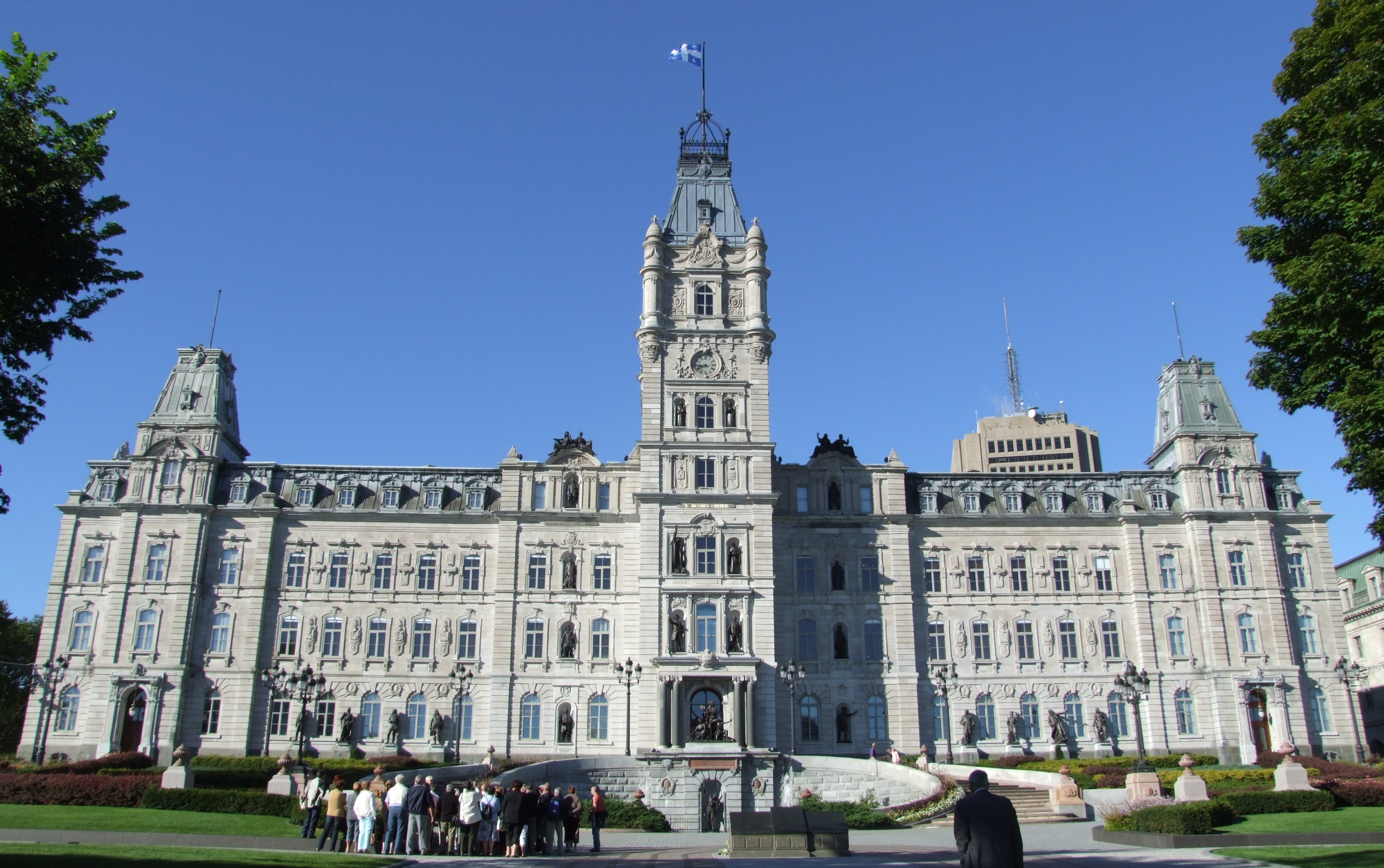
Parliament del Parlamento del Québec
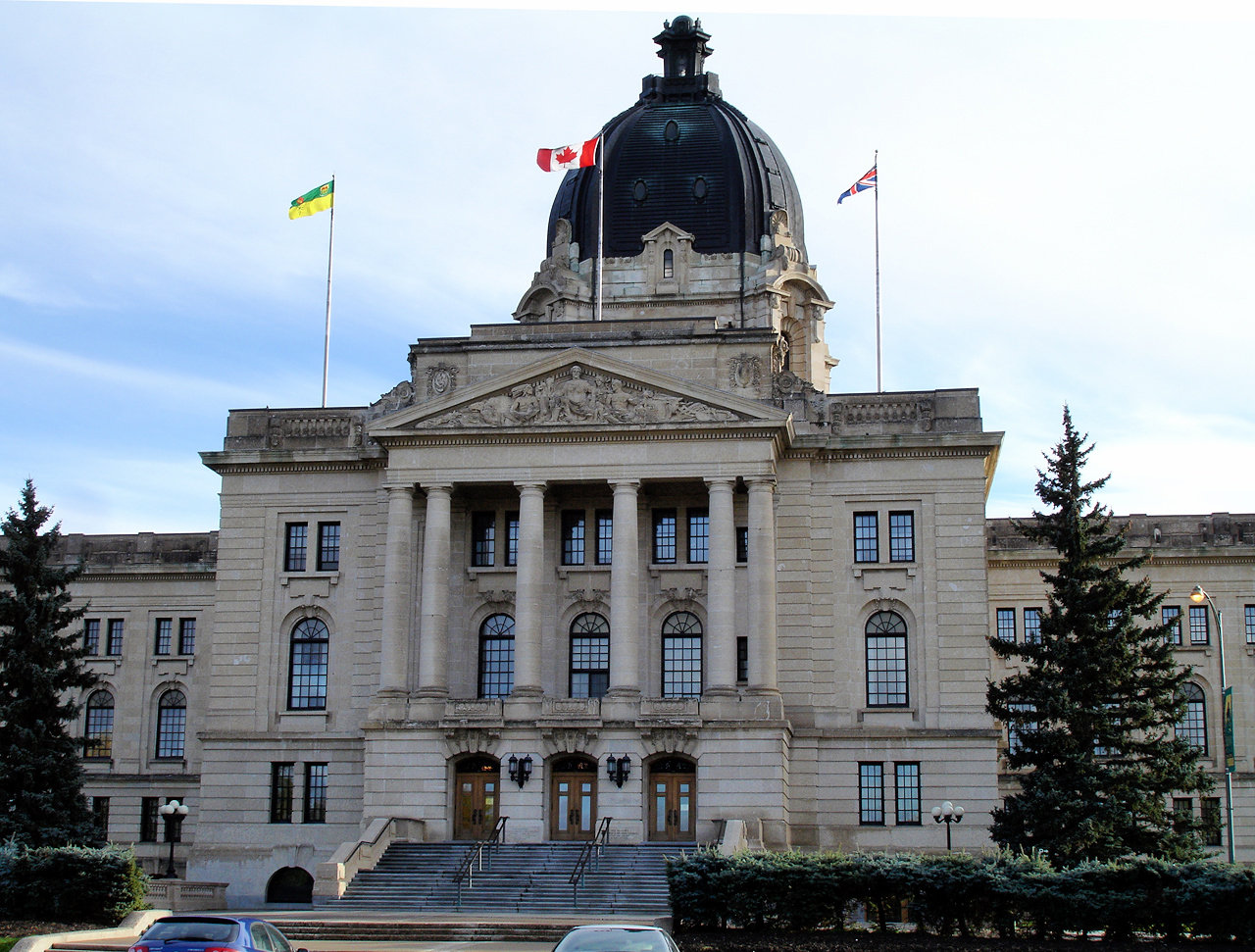
Saskatchewan Legislative Building

### Edifici governativi dei territori

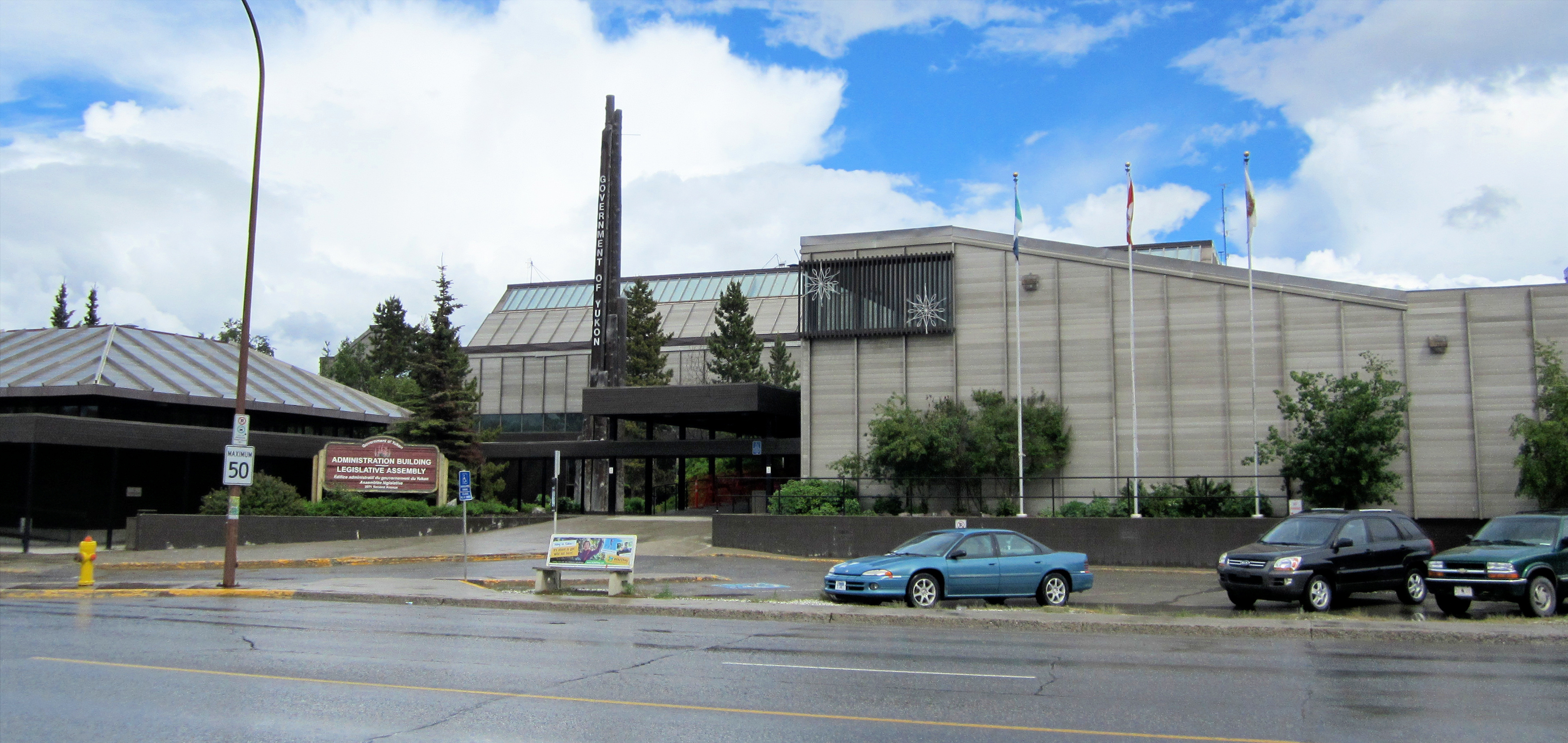
Yukon Legislative Building
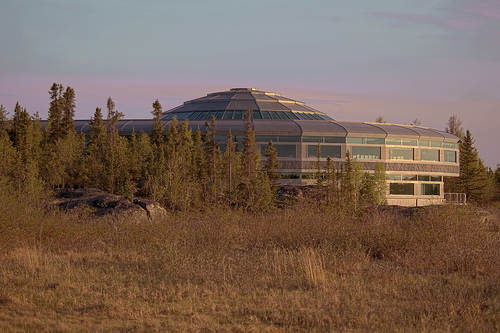
Northwest Territories Legislative Building
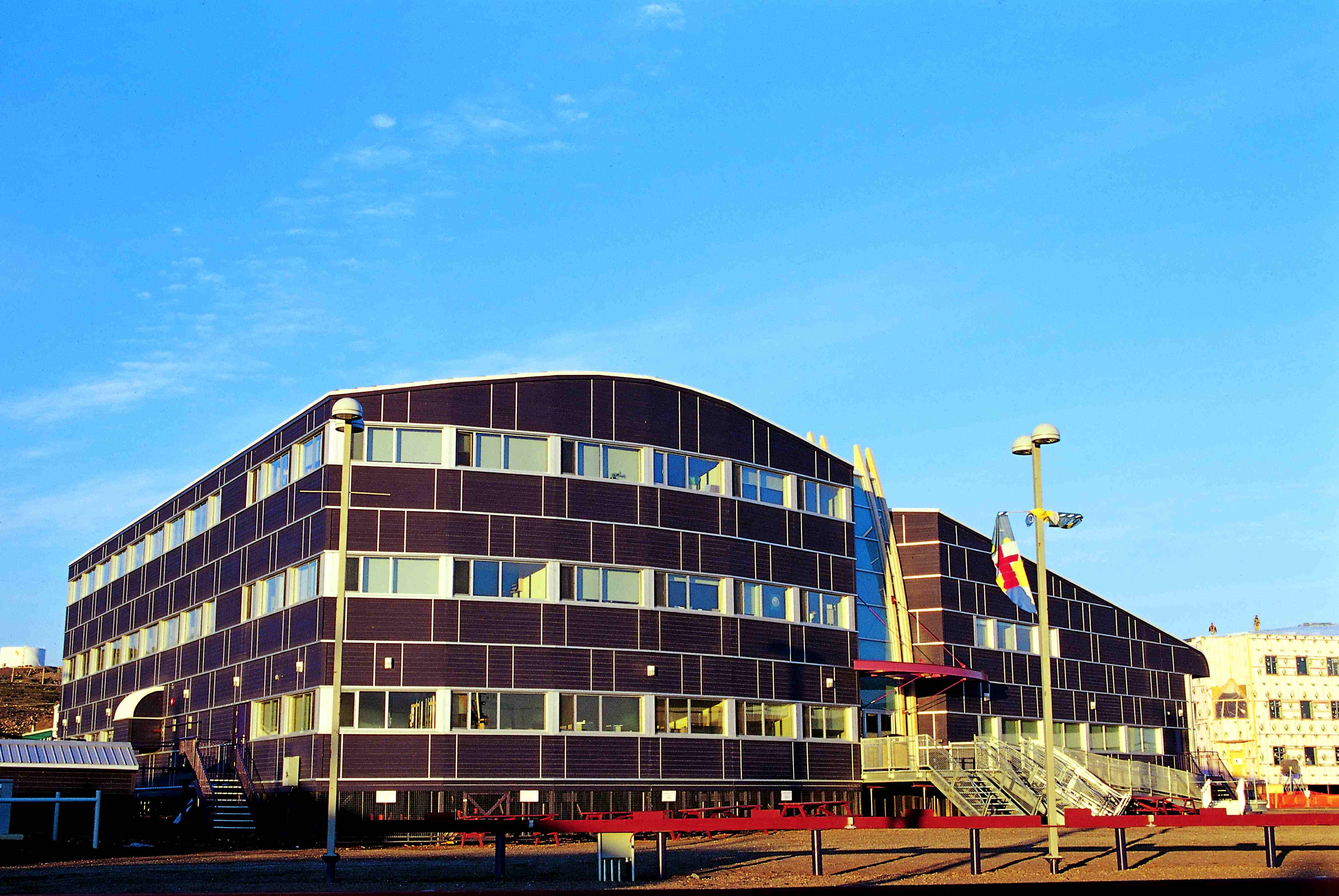
Legislative Building of Nunavut